# Brixeneti
I Brixeneti erano un antico popolo alpino. Il loro nome è ricordato nel Trofeo delle Alpi ("Tropaeum Alpium"), monumento romano eretto nel 7-6 a.C. per celebrare la sottomissione delle popolazioni alpine e situato presso la città francese di La Turbie:
(Trofeo delle Alpi, Iscrizione frontale)
Secondo lo storico Claudio Tolomeo i Βριξάνται (Brixántai) dovevano essere i più settentrionali tra i Reti. La moderna storiografia identifica i Brixentes/Brixantai anche con i Βριγάντιοι (Brigántioi) di Strabone e dunque li colloca nel odierno Vorarlberg e nella Svizzera orientale. Secondo un'altra teoria il loro areale stanziale dovrebbe coincidere con la Val Pusteria e la città di Bressanone.
I Brixenetes  vennero sottomessi a Roma nel contesto delle campagne di conquista di Augusto di Rezia e arco alpino, condotte dai suoi generali Druso maggiore e Tiberio (il futuro imperatore) contro i popoli alpini tra il 16 e il 15 a.C.